# 葉尚華
葉尚華（英語：Yip Sheung Wah，1947年1月4日—），原名葉福光，綽號「大華」，退役香港足球運動員及前電視藝員，由於在職業生涯中踢過包括門將在內的所有場上位置，贏得「通天老倌」美譽。

## 球員生涯
葉尚華小時候在旺角麥花臣球場附近居住，就讀鄧鏡波學校（小學部），在修士感染下愛上足球，於小學四年級轉讀足球風氣盛行的喇沙小學（1960年小六，與政商界人士周文耀、醫生蔡堅以及吳榮奎為同屆同學），並且成為校隊主力。他於1960年升讀喇沙書院，1964年以隊長身份，代表全港學校聯隊友賽擊敗香港青年軍，由於表現出色，獲得擔任香港青年軍領隊的流浪班主畢特利賞識，邀請加入流浪，正式展開球員生涯。
1967年4月，葉尚華入選香港青年軍，參加在曼谷舉行的亞青盃足球賽，並且擔任隊長一職。1968年，葉尚華更入選香港足球代表隊參加亞洲盃足球賽決賽周。
效力流浪三個球季後，葉尚華於1968年加盟再次升上甲組的怡和，怡和同時重金羅致陳鴻平、黃文偉、龔華傑等球星加盟，組成號稱「十五萬大軍」的全職業巨型班。季中，張子岱從加拿大回流返港加盟，葉尚華雖然退居後備，但他由於能司職多個位置，經常後備上陣，並且不時立下奇功。
怡和於1971年宣布退出甲組聯賽，葉尚華遂與張子岱、張耀國、鄭潤如一同轉投消防。
1974年，葉尚華以15,000港元轉會費，由消防加盟南華。1976年，在好友陳鴻平介紹下，轉投海蜂，1977年再度入選香港代表隊參加1978年世界盃亞太區外圍賽, 於第二圈五強賽次仗主場對南韓代替受傷之陳世九踢右後衛, 惟因賽前曾参與拍戲而休息不足，在體能狀態欠佳的情況下未能阻止對方前鋒車範根入球， 終令港隊以0-1敗陣， 賽後他接受教練包勤建議結束職業球員生涯，全身投入電視藝員工作。
雖然不再是職業球員，葉尚華卻應邀加盟新加入丙組的寶路華，效力兩個球季，協助寶路華取得升上甲組資格，是這支商業大軍的升班功臣。

## 演藝生涯
葉尚華于1975年效力南華期間，獲當時兼任嘉士伯啤酒公關的球員戴歷·居里青睞任廣告代言人，因為廣告街知巷聞而人氣急升，無綫電視高層周梁淑怡便邀請他擔任綜藝節目《歡樂今宵》主持，並於1975年12月15日正式簽約成為藝員，開始邊踢球邊做節目的生涯，直至1977年正式結束職業球員生涯。雖然不再是職業球員，但葉尚華的工作仍離不開足球，於1978年起，華擔任無綫電視節目《球迷雜誌》主持，該節目其後改名為《球迷世界》。
葉尚華一直為無線電視工作至1990年，退出娛樂圈，自己開廣告公司，並且是香港明星足球隊成員

## 電視劇
- 1976年 《少年十五二十時》（無線電視）
- 1976年 《無花果》（無線電視）
- 1976年 《狂潮》（無線電視）
- 1976年 《近代豪俠傳》飾 皮君勉 (無綫電視)
- 1981年 《 香港八一》第一三五集（ 功夫填鴨）飾體育教練
- 1987年 《成吉思汗》 飾 蒙力克 （無線電視）
- 1988年 《無冕急先鋒》（無線電視）
- 2000年 《快活谷》 飾 旭祥 （亞洲電視）
- 2001年《廉政追擊－足球夢》（無線電視）
- 2017年《溏心風暴3》飾 老趙（無線電視）

## 電視節目
- 《歡樂今宵》
- 《歡樂滿東華》
- 《大江南北》1979年
- 《電視風雲五十年》第七集 （嘉賓）
- 《今日VIP》(同 吳麗珠、丁羽)

## 電影
- 女人呢樣野 (1976)
- 打雀英雄傳 (1981)
- 富貴列車 (1986)
- 精裝追女仔2 (1988)
- 福星臨門 (1989)
- 瘦虎肥龍 (1990)
- 拳王 (1991)
- 廣東五虎之鐵拳無敵孫中山 (1993)
- 哪一天我們會飛 (2015)